# Horodyskia
Horodyskia (лат.) — один из древнейших известных многоклеточных организмов с тканевой организацией, ископаемые остатки которого найдены в геологических породах возрастом от 1,4 до 1,5 млрд лет. Представляли собой линейно расположенные каплевидные образования (зооиды или полипиды), соединённые тонкой нитью-побегом (столоном). Вероятно, в нижней части столона существовали корневидные выросты, прикреплявшие организм к субстрату.

## Строение
В целом организм выглядит как разомкнутое ожерелье длиной до 20—30 см на подошве из песчаника. Он напоминает линейные колонии гидроидных полипов и обладает достаточной механической прочностью (не разрывается при размывании осадка и переносе организма на новое место). Различим тонкий перидермальный покров (предположительно, хитиноидного состава) в виде теки полипа и облекающей трубки столона. Отдельный полип представляет собой округлое конусовидное образование размером от нескольких миллиметров до 1 см, погружённое острым концом в грунт. Все полипы отдельной особи имеют одинаковые размеры.
Обнаружены экземпляры организмов на различных стадиях жизненного цикла. Сравнение окаменелостей позволяет предположить, что по мере нарастания осадочного слоя вокруг организма он мог перегруппировываться, увеличивая размеры и уменьшая количество зооидов.

## История открытия
Названы в честь известного палеонтолога Р. Хородиски (англ. Robert Horodyski), открывшего и описавшего эти организмы в 1972 году в формации Аппекунни надсерии Белт, в северо-западной части американского штата Монтана. Р. Хородиски описал находку как «отметины неясного происхождения на плоском субстрате, напоминающую цепочку из плоских бусинок» (англ. «problematic bedding-plane markings, each resembling a string of flat beads»). В течение 10 последующих лет существовали серьёзные сомнения в том, что находка является окаменелостью биологического происхождения, первые статьи в научной периодике стали появляться только с 1982 года. Таксономическая принадлежность окаменелостей долгое время считалась неопределённой, только в 1991 году находка была впервые отнесена к многоклеточным организмам, а в 1993 году Е. Йохельсон, М. Федонкин и Р. Хородиски в своей статье описали её как «многоклеточное растение или животное и/или след животного, однако заключение о его органическом происхождении не окончательно» (англ. «metaphyte or metazoan body fossils and/or trace fossils, although evidence of their organic origin is still not conclusive»).
После смерти Р. Хородиски в 1995 году, Е. Йохельсон, М. Федонкин продолжили изучение феномена и установили, что окаменелости являются останками живых многоклеточных эукариотических организмов. Возраст вмещающих пород определён уран-свинцовым методом по цирконам из перекрывающей формации Пёрселл Лава и составил 1443±7 млн лет.
Многочисленные окаменелости Horodyskia, начиная с 1990 года, обнаружены в Западной Австралии в песчаниках подсерии Манганиз. Возраст вмещающих пород по различным данным составляет 1211—1070 или 1400—1070 млн лет. Организмы плотно заселяли обширные территории протяжённостью в сотни километров на хорошо аэрированном морском мелководье.
Окаменелости Horodyskia найдены также в эдиакарской формации Чжэнмугуань (Zhengmuguan Formation) в Северном Китае.

## Трудности систематики
В настоящее время в палеонтологических кругах нет полного согласия относительно классификации этих организмов. Существует мнение, что это могли быть колониальные фораминиферы.

## Классификация
В род включают следующие вымершие виды:
- Horodyskia minor Dong et al., 2008[25]
- Horodyskia moniliformis Yochelson & Fedonkin, 2000typus[25]
- Horodyskia williamsii Grey et al., 2010[26]